# 福耳库斯
福耳库斯（希臘語： / Phorcys）是希腊神话中原始海神。与他的兄弟涅柔斯一样，他往往被表现为一个老人。在众多海神中，他通常被视为是深海之化身。
他是盖亚（大地）和蓬托斯（大海）之子，因此是欧律比亚、刻托和陶玛斯的兄弟。但也有人认为他与克洛诺斯和瑞亚是俄刻阿诺斯和特提斯的最早的后代之一。
他的配偶是刻托，他们拥有众多的孩子，大多数为海怪，统称为“福耳库德斯”（Phorcydes），其中包括戈耳工、塞壬、格赖埃、厄客德娜、拉冬、斯库拉、赫斯珀里得斯等。
也有人怀疑福耳库斯、普罗透斯和涅柔斯实际上是同一个神的不同名字。
希腊有许多地方以他命名，比如伊薩基島的港口。